# Perdreauville
Perdreauville est une commune française située dans le département des Yvelines en région Île-de-France.
Ses habitants sont appelés les Perdreauvillois.

## Géographie

### Situation
La commune de Perdreauville se situe dans le plateau du Mantois à huit kilomètres environ au sud-ouest de Mantes-la-Jolie et à douze kilomètres au sud du chef-lieu de canton, Bonnières-sur-Seine.

### Communes limitrophes
Les communes limitrophes sont Rosny-sur-Seine au nord, Jouy-Mauvoisin et Fontenay-Mauvoisin à l'est, Favrieux au sud-ouest, Le Tertre-Saint-Denis au sud, Ménerville au sud-ouest, Boissy-Mauvoisin à l'ouest et Bréval et Saint-Illiers-la-Ville au nord-ouest.

### Voies de communication et transports
Les communications sont assurées par voie routière, principalement par la départementale D 110 qui relie Mantes-la-Ville à Bréval et traverse le bourg, et la départementale D 114 qui relie Rosny-sur-Seine à Saint-Illiers-le-Bois et traverse la partie nord de la commune dont La belle Côte.
La commune est également traversée par la ligne Paris-Cherbourg qui desservait une halte à Ménerville, en limite de la commune de Perdreauville, à environ 2,5 km du bourg.
La commune est traversée par un sentier de grande randonnée, le GR 26, itinéraire reliant Paris à Deauville par la rive sud de la Seine, qui passe au Petit Perdreauville.

### Climat
Pour des articles plus généraux, voir Climat de l'Île-de-France et Climat des Yvelines.
En 2010, le climat de la commune est de type climat des marges montargnardes, selon une étude du CNRS s'appuyant sur une série de données couvrant la période 1971-2000. En 2020, Météo-France publie une typologie des climats de la France métropolitaine dans laquelle la commune est exposée à un climat océanique et est dans la région climatique Sud-ouest du bassin Parisien, caractérisée par une faible pluviométrie, notamment au printemps (120 à 150 mm) et un hiver froid (3,5 °C).
Pour la période 1971-2000, la température annuelle moyenne est de 10,4 °C, avec une amplitude thermique annuelle de 14,1 °C. Le cumul annuel moyen de précipitations est de 678 mm, avec 11,2 jours de précipitations en janvier et 8,3 jours en juillet. Pour la période 1991-2020, la température moyenne annuelle observée sur la station météorologique la plus proche, située sur la commune de Magnanville à 4 km à vol d'oiseau, est de 11,6 °C et le cumul annuel moyen de précipitations est de 641,5 mm,. Pour l'avenir, les paramètres climatiques de la commune estimés pour 2050 selon différents scénarios d'émission de gaz à effet de serre sont consultables sur un site dédié publié par Météo-France en novembre 2022.
| Mois                                  | jan.             | fév.           | mars          | avril         | mai           | juin          | jui.         | août           | sep.          | oct.          | nov.            | déc.             | année      |
| ------------------------------------- | ---------------- | -------------- | ------------- | ------------- | ------------- | ------------- | ------------ | -------------- | ------------- | ------------- | --------------- | ---------------- | ---------- |
| Température minimale moyenne (°C)     | 1,7              | 1,8            | 3,6           | 5,5           | 8,6           | 11,6          | 13,4         | 13,6           | 10,9          | 8,6           | 4,8             | 2,3              | 7,2        |
| Température moyenne (°C)              | 4,3              | 5,1            | 7,8           | 10,7          | 13,9          | 17,2          | 19,5         | 19,5           | 16,2          | 12,5          | 7,7             | 4,8              | 11,6       |
| Température maximale moyenne (°C)     | 6,8              | 8,4            | 12,1          | 15,8          | 19,1          | 22,8          | 25,5         | 25,3           | 21,4          | 16,5          | 10,7            | 7,2              | 16         |
| Record de froid (°C) date du record   | −12,7 01.01.1997 | −12,3 07.02.12 | −8,5 13.03.13 | −3,2 06.04.21 | −0,7 06.05.19 | 3,3 01.06.06  | 6,6 16.07.12 | 5,8 28.08.1998 | 2,4 30.09.18  | −3,5 28.10.03 | −8,2 24.11.1998 | −10,1 29.12.1996 | −12,7 1997 |
| Record de chaleur (°C) date du record | 15,5 27.01.03    | 20,5 27.02.19  | 25,6 31.03.21 | 28,4 20.04.18 | 31,2 27.05.05 | 37,7 27.06.11 | 42 25.07.19  | 40,4 12.08.03  | 35,5 08.09.23 | 29,5 03.10.11 | 20,9 01.11.14   | 16,9 07.12.00    | 42 2019    |
| Précipitations (mm)                   | 48,5             | 47,7           | 48,4          | 42,5          | 62,1          | 53,9          | 51,5         | 56,5           | 40,9          | 65,3          | 57              | 67,2             | 641,5      |

## Urbanisme

### Typologie
Au 1er janvier 2024, Perdreauville est catégorisée commune rurale à habitat dispersé, selon la nouvelle grille communale de densité à sept niveaux définie par l'Insee en 2022.
Elle est située hors unité urbaine. Par ailleurs la commune fait partie de l'aire d'attraction de Paris, dont elle est une commune de la couronne,. Cette aire regroupe 1 929 communes,.

### Écarts et hameaux
- Petit Perdreauville, la belle Côte, Haussepied, les Gaudimonts, la Mare la forge, la Verrière.

### Occupation des solssimplifiée
Le territoire de la commune se compose en 2017 de 93,72 % d'espaces agricoles, forestiers et naturels, 1,69 % d'espaces ouverts artificialisés et 4,59 % d'espaces construits artificialisés.
Le territoire communal, relativement étendu avec 1 118 hectares (le double de la moyenne yvelinoise) est découpé en forme de T et s'étend sur six kilomètres d'est en ouest et 5,5 du nord au sud. Il se trouve en grande partie sur le plateau à une altitude de 130 à 140 mètres, mais est profondément entaillé dans sa partie nord-ouest par un vallon descendant vers le nord, creusé par le ru de Bléry qui se jette dans la Seine à Rosny-sur-Seine.
C'est un territoire essentiellement rural (95 %), l'espace urbain construit ne dépassant pas 4 % (44,5 hectares). L'espace rural est voué principalement à la grande culture céréalière, mais une partie non négligeable, environ 20 % est couverte de forêts, dans le nord surtout et secondairement dans le sud. La commune englobe une partie, environ 15 %) de la forêt régionale de Rosny.
L'habitat est groupé principalement dans le bourg centre, Perdeauville, excentré à la limite est de la commune. On compte plusieurs hameaux secondaires, dont le Petit Perdreauville, La belle Côte et Apremont au nord, Haussepied, les Gaudimonts, la Mare la forge et La Verrière au sud.

## Toponymie
Le nom de Perdreauville apparaît pour la première fois, dans une Charte de Cluny datant du 16 février 1168, sous la forme latinisée Perita Villa, [in] Pertriavilla en 1210 et 1211, Prodrieinvilla vers 1250.
Le nom de la commune est issu de l'anthroponyme germanique Pertricus et de l'appellatif toponymique vile signifiant « domaine rural » en ancien français (d'où vilain), latinisé en villa dans les textes.
Le nom de Perdreauville est aujourd’hui représenté par le centre communal actuel de Perdreauville, appelé le Grand Perdreauville dans deux documents de 1785 et de 1807 et son homonyme le Petit Perdreauville encore noté aujourd’hui sous ce nom sur les cartes d’état-major, ou Perdreauville près l’église.

### Micro-toponymie
- les Gaudimonts « le Mont de Waldo », Waldo étant un anthroponyme germanique fréquemment attesté, du germanique VALD (chef)[21].
- Apremont : Deux hypothèses sont possibles: à l’origine ce nom n’aurait pas caractérisé un lieu habité, mais seulement un quartier du domaine. S’il désigne aujourd’hui un lieu habité, cet habitat n’est pas originel. Dans l’autre cas, ce nom a désigné originellement un fundus[22].

## Histoire
Un combat aérien en juin 1940 entraîna la mort de deux aviateurs anglais qui sont inhumés dans le cimetière communal.

## Politique et administration

### Liste des maires
| Période                                  | Période  | Identité          | Étiquette | Qualité |
| ---------------------------------------- | -------- | ----------------- | --------- | ------- |
| Les données manquantes sont à compléter. |          |                   |           |         |
| mars 2001                                | 2008     | Robert Colas      |           |         |
| mars 2001                                | 2008     | Robert Colas      |           |         |
| mars 2008                                | 2014     | Suzanne Bieuville |           |         |
| 2014                                     | En cours | Pascal Poyer      |           |         |

### Instances administratives et judiciaires
La commune de Perdreauville appartient au canton de Bonnières-sur-Seine et est rattachée depuis janvier 2016 à la communauté urbaine Grand Paris Seine et Oise.
Sur le plan électoral, la commune est rattachée à la neuvième circonscription des Yvelines, circonscription à dominante rurale du nord-ouest des Yvelines.
Sur le plan judiciaire, Perdreauville fait partie de la juridiction d’instance de Mantes-la-Jolie et, comme toutes les communes des Yvelines, dépend du tribunal de grande instance ainsi que de tribunal de commerce sis à Versailles,.

## Population et société

### Démographie

#### Évolution démographique
L'évolution du nombre d'habitants est connue à travers les recensements de la population effectués dans la commune depuis 1793. Pour les communes de moins de 10 000 habitants, une enquête de recensement portant sur toute la population est réalisée tous les cinq ans, les populations de référence des années intermédiaires étant quant à elles estimées par interpolation ou extrapolation. Pour la commune, le premier recensement exhaustif entrant dans le cadre du nouveau dispositif a été réalisé en 2004.

En 2022, la commune comptait 669 habitants, en évolution de +5,35 % par rapport à 2016 (Yvelines : +2,72 %, France hors Mayotte : +2,11 %).
| 1793 | 1800 | 1806 | 1821 | 1831 | 1836 | 1841 | 1846 | 1851 |
| ---- | ---- | ---- | ---- | ---- | ---- | ---- | ---- | ---- |
| 420  | 399  | 419  | 488  | 508  | 502  | 465  | 486  | 434  |

| 1856 | 1861 | 1866 | 1872 | 1876 | 1881 | 1886 | 1891 | 1896 |
| ---- | ---- | ---- | ---- | ---- | ---- | ---- | ---- | ---- |
| 431  | 448  | 379  | 365  | 351  | 347  | 361  | 342  | 350  |

| 1901 | 1906 | 1911 | 1921 | 1926 | 1931 | 1936 | 1946 | 1954 |
| ---- | ---- | ---- | ---- | ---- | ---- | ---- | ---- | ---- |
| 322  | 327  | 325  | 252  | 283  | 293  | 268  | 287  | 257  |

| 1962 | 1968 | 1975 | 1982 | 1990 | 1999 | 2004 | 2006 | 2009 |
| ---- | ---- | ---- | ---- | ---- | ---- | ---- | ---- | ---- |
| 211  | 213  | 270  | 369  | 401  | 536  | 594  | 589  | 600  |

| 2014 | 2019 | 2022 | - | - | - | - | - | - |
| ---- | ---- | ---- | - | - | - | - | - | - |
| 626  | 637  | 669  | - | - | - | - | - | - |

#### Pyramide des âges
En 2018, le taux de personnes d'un âge inférieur à 30 ans s'élève à 34,9 %, soit en dessous de la moyenne départementale (38 %). À l'inverse, le taux de personnes d'âge supérieur à 60 ans est de 24,7 % la même année, alors qu'il est de 21,7 % au niveau départemental.
En 2018, la commune comptait 318 hommes pour 317 femmes, soit un taux de 50,08 % d'hommes, légèrement supérieur au taux départemental (48,68 %).
Les pyramides des âges de la commune et du département s'établissent comme suit.
| Hommes | Classe d’âge | Femmes |
| ------ | ------------ | ------ |
| 0,6    | 90 ou +      | 1,3    |
| 4,4    | 75-89 ans    | 6,3    |
| 18,8   | 60-74 ans    | 17,9   |
| 21,3   | 45-59 ans    | 21,1   |
| 18,5   | 30-44 ans    | 20,1   |
| 16,3   | 15-29 ans    | 14,5   |
| 20,1   | 0-14 ans     | 18,9   |

| Hommes | Classe d’âge | Femmes |
| ------ | ------------ | ------ |
| 0,6    | 90 ou +      | 1,4    |
| 6      | 75-89 ans    | 7,8    |
| 13,5   | 60-74 ans    | 14,8   |
| 20,7   | 45-59 ans    | 20,1   |
| 19,6   | 30-44 ans    | 19,9   |
| 18,5   | 15-29 ans    | 16,8   |
| 21,2   | 0-14 ans     | 19,2   |

## Économie
- Exploitations agricoles.

## Culture locale et patrimoine

### Lieux et monuments
- Église Saint-Martin, ancienne chapelle seigneuriale du XIe siècle, remaniée au XVIe puis en 1930 à la suite d'un glissement de terrain ayant emporté une partie de la nef et le clocher. Elle fut reconstruite plus courte
- Manoir d'Apremont, château des XVe et XVIe siècles
- Château des Beurons (ruines). Trois arcades provenant de ce château ont été installées dans un parc public dans le centre de Bonnières-sur-Seine.

### Patrimoine naturel
- Dans le bois des Beurons un peu à l'est d'Apremont, se trouve le « chêne Mademoiselle », âgé de 300 ans. On raconte que c'est à l'emplacement de cet arbre que le roi Henri IV a retrouvé Sully à son retour de la bataille d'Ivry. Sully serait né dans le château des Burons[34].
- La pointe sud de la forêt de Rosny, forêt classée zone naturelle d'intérêt écologique, faunistique et floristique ( ZNIEFF)[35].

### Personnalités liées à la commune
- Sully (1559-1641) est né dans l'ancien château des Beurons.
- La duchesse de Berry (1798-1870) a vécu dans le manoir d'Apremont.
- Gabriel Hanotaux (1853-1944), académicien, a résidé dans la commune.
- Pol Bury (1922-2005), artiste d'origine belge (référence : les fontaines du Palais Royal à Paris) est venu y installer son atelier, y a vécu jusqu'à la fin de sa vie et y est inhumé.